# 国土庁長官官房
国土庁長官官房（こくどちょうちょうかんかんぼう）は国土庁に置かれていた長官官房である。

## 概要
秘書、総務、会計の官房三課のほか、災害対策に関する企画・調整等の事務を担っている。

## 組織

### 秘書課
所掌
国土庁組織令（昭和49年6月26日政令第225号）第2条に所掌事務が規定されていた。
```
（秘書課の所掌事務）
第2条 秘書課においては、次の事務をつかさどる。 
 一 
機密
に関すること。
 二 
長官
、
政務次官
及び
事務次官
の
官印
並びに
庁印
の保管に関すること。
 三 職員の職階、任命、給与、分限、懲戒、
公務災害補償
、服務その他の人事及び
教養
に関すること。
 四 所管
行政
の考査に関すること。
 五 所管行政の事務の増進に関すること。
 六 
栄典
、表彰及び
儀式
典礼
に関すること。
```

### 総務課
所掌
国土庁組織令（昭和49年6月26日政令第225号）第3条に所掌事務が規定されていた。
```
（秘書課の所掌事務）
第3条 総務課においては、次の事務をつかさどる。 
 一 庁務の総合調整に関すること。
 二 国土庁の機構及び定員に関すること。
 三 
法令
案その他文書の審査及び進達に関すること。
 四 
公文書類
の接受、発送、編集及び保存に関すること。
 五 
官報
掲載に関すること。
 六 所管
行政
に係わる
国際協力
に関すること。
 七 
広報
に関すること。
 八 
国会
との連絡に関すること。
 九 所管行政に関する相談に関すること。
 十 前各号に掲げるもののほか、国土庁の所管事務で他の所属に属しないものに関すること。
```

### 会計課
所掌
国土庁組織令（昭和49年6月26日政令第225号）第4条に所掌事務が規定されていた。
```
（会計課の所掌事務）
第4条 会計課においては、次の事務をつかさどる。 
 一 経費及び収入の
予算
、決算及び会計並びに会計の監査に関する事。
 二 
行政財産
及び物品の管理に関すること。
 三 営繕に関すること。
 四 庁内の取締りに関すること。
 五 職員の衛生、
医療
その武
福利厚生
に関すること。
 六 職員の
共済組合
に関すること。
```

### 災害対策室
所掌
国土庁組織令（昭和49年6月26日政令第225号）第5条に所掌事務が規定されていた。
```
（災害対策室の所掌事務）
第5条 災害対策室においては、次の事務をつかさどる。 
 一 
災害
に関する施策（他の
行政機関
の所掌に属するものを除く）の企画、立案及び推進に関すること。
 二 関係行政機関の災害に関する事務の調整に関すること。
 三 
災害対策基本法
（
昭和36年
法律第223号）の施行に関すること。
 四 
激甚災害に対処するための特別の財政援助等に関する法律
（
昭和37年
法律第150号）による激甚災害及びこれに対し適用すべき措置の指定に関すること。
 五 台風常襲地帯における災害の防除に関する特別措置法（
昭和33年
法律第72号）の施行に関すること。
 六 
活動火山周辺地域における避難施設等の整備等に関する法律
（
昭和48年
法律第61号）の施行に関すること。
 七 台風常襲地帯対策審議会の庶務に関すること。
```

## 歴代の官房長
| 氏名       | 出身省庁 | 就任年月日    |
| ---------- | -------- | ------------- |
| 八木橋惇夫 | 大蔵省   | 1990年9月13日 |
| 藤原良一   | 建設省   | 1991年6月14日 |
| 藤原和人   | 大蔵省   | 1992年6月23日 |
| 三井康壽   | 建設省   | 1994年7月1日  |
| 竹内克伸   | 大蔵省   | 1995年6月22日 |
| 近藤茂夫   | 建設省   | 1996年7月2日  |
| 久保田勇夫 | 大蔵省   | 1997年7月8日  |
| 木下博夫   | 建設省   | 1999年7月13日 |
| 船橋晴雄   | 大蔵省   | 2000年6月30日 |